# NICAP
National Investigations Committee on Aerial Phenomena (NICAP) – oficjalnie cywilna organizacja badawcza, zajmująca się zjawiskiem UFO w USA.

## Historia
Została założona przez fizyka Thomasa Townsenda Browna 24 października 1956. Związani z NICAP byli m.in.: major i ufolog Donald Keyhoe, admirał floty Roscoe Hillenkoetter, kontradmirał Delmer S. Fahrney oraz pułkownik Joseph Bryan III.
Tak duża liczba żołnierzy sugeruje, że faktyczna idea organizacji była inna. W rzeczywistości była to organizacja założona przez CIA, do siania dezinformacji na temat pozaziemskiego pochodzenia obiektów znanych jako UFO. Dezinformację stosowano, by przeciwnik nie miał, lub miał zniekształcone, pojęcie o projektach obronnych.
NICAP działała od lat 50. XX w. do lat 80. XX w.